# Super Formule
Super Formule je automobilová série závodu monopostů organizovaných v Japonsku. Technické regule jsou hodně podobné předpisům Formule 3000. Aktuální název série pochází z roku 2013, ale celé mistrovství se organizuje pod různými názvy od roku 1973. Nejprve byl šampionát organizován jako Mistrovství Japonska vozů Formule 2000, poté Formule 2 a Formule 3000; technické předpisy se téměř nelišily od předpisů vydávaných FIA.

## Historie
Super Formule vychází z Japonského šampionátu vozů Formule 2000 založeného v roce 1973, posléze předělaného na mistrovství pro vozy Formule 2 s začátky v roce 1978. Když v roce 1984 mezinárodní Formule2 zanikla a nahradila jí Formule 3000, v Japonsku F2 pokračovala ještě další tři roky (výhradně používajíc motory Honda o objemu 2000 cc) nežli se přetvořila ve Formuli 3000 s novými technickými předpisy identickými s těmi evropskými. Jakmile došlo v roce 1996 ke změně předpisů a formule 3000 se stala uniformovanou sérií (všechny stáje používají totožný materiál), Japonci pokračují bez technických změn pouze šampionát přejmenují na Formule Nippon. V devadesátých letech je šampionát plný nadějných jezdců, kteří odtud směřují přímo do vozů Formule 1, – Eddie Irvine, Ralf Schumacher, Mika Salo, Roland Ratzenberger nebo Ralph Firman.
Podvozky a šasi je od známých výrobců jako Lola, Reynard e G-Force a motory Mugen-Honda.
V roce 2006 Formule Nippon doznala další změny, které mají být odezvou na úspěch GP2 s novým podvozkem Lola B06/51 a novými motory od Toyoty a Hondy, které se používaly v sezóně 2005 v Indy Racing League.

## Dosavadní vítězové
| Rok  | Název série            | Vítěz                  | Vítěz                                            | Vítěz                   | Vítěz                     | Vítěz       | Vítězný tým                                      |
| Rok  | Název série            | Jezdec                 | Tým                                              | Vůz*                    | Motor*                    | Pneumatiky* | Vítězný tým                                      |
| ---- | ---------------------- | ---------------------- | ------------------------------------------------ | ----------------------- | ------------------------- | ----------- | ------------------------------------------------ |
| 1973 | All-Japan Formula 2000 | Motoharu Kurosawa      | Heros Racing                                     | March 722               | BMW M12/6                 | Bridgestone | Neudělovalo se                                   |
| 1974 | Japonská Formule 2000  | Noritake Takahara      | Takahara Racing                                  | March 842               | BMW M12/6                 | Bridgestone | Neudělovalo se                                   |
| 1975 | Japonská Formule 2000  | Kazujoši Hošino        | Victory Circle Racing                            | March 742               | BMW M12/6                 | Bridgestone | Neudělovalo se                                   |
| 1976 | Japonská Formule 2000  | Noritake Takahara      | Heros Racing                                     | Nova 512                | BMW M12/7                 | Bridgestone | Neudělovalo se                                   |
| 1977 | Japonská Formule 2000  | Kazujoši Hošino        | Heros Racing                                     | Nova 512B Nova 532P     | BMW M12/7                 | Bridgestone | Neudělovalo se                                   |
| 1978 | Japonská Formule 2     | Kazujoši Hošino        | Heros Racing                                     | Nova 532P Nova 522      | BMW M12/7                 | Bridgestone | Neudělovalo se                                   |
| 1979 | Japonská Formule 2     | Keidži Macumoto        | Team LeMans                                      | March 782 March 792     | BMW M12/7                 | Dunlop      | Neudělovalo se                                   |
| 1980 | Japonská Formule 2     | Masahiro Hasemi        | Tomica Racing Team                               | March 802               | BMW M12/7                 | Bridgestone | Neudělovalo se                                   |
| 1981 | Japonská Formule 2     | Satoru Nakadžima       | i&i Racing                                       | Ralt RH6/80 March 812   | Honda RA261E              | Bridgestone | Neudělovalo se                                   |
| 1982 | Japonská Formule 2     | Satoru Nakadžima       | Team Ikuzawa                                     | March 812 March 822     | Honda RA262E              | Bridgestone | Neudělovalo se                                   |
| 1983 | Japonská Formule 2     | Geoff Lees             | John Player Special Team Ikuzawa                 | Spirit 201 March 832    | Honda RA263E              | Dunlop      | Neudělovalo se                                   |
| 1984 | Japonská Formule 2     | Satoru Nakadžima       | Heros Racing                                     | March 842               | Honda RA264E              | Bridgestone | Neudělovalo se                                   |
| 1985 | Japonská Formule 2     | Satoru Nakadžima       | Heros Racing with Nakajima                       | March 85J               | Honda RA264E Honda RA265E | Bridgestone | Neudělovalo se                                   |
| 1986 | Japonská Formule 2     | Satoru Nakadžima       | Heros Racing with Nakajima                       | March 86J               | Honda RA266E              | Bridgestone | Neudělovalo se                                   |
| 1987 | Japonská Formule 3000  | Kazujoši Hošino        | Hoshino Racing                                   | March 87B Lola T87/50   | Honda RA387E              | Bridgestone | Neudělovalo se                                   |
| 1988 | Japonská Formule 3000  | Aguri Suzuki           | Footwork Sports Racing Team                      | March 87B Reynard 88D   | Yamaha OX77               | Bridgestone | Neudělovalo se                                   |
| 1989 | Japonská Formule 3000  | Hitoši Ogawa           | Auto Beaurex Motor Sport                         | Lola T88/50 Lola T89/50 | Mugen MF308               | Dunlop      | Neudělovalo se                                   |
| 1990 | Japonská Formule 3000  | Kazujoši Hošino        | Cabin Racing Team a Impul                        | Lola T90/50             | Mugen MF308               | Bridgestone | Neudělovalo se                                   |
| 1991 | Japonská Formule 3000  | Ukjó Katajama          | Cabin Racing Team with Heros                     | Lola T90/50 Lola T91/50 | Cosworth DFV              | Bridgestone | Neudělovalo se                                   |
| 1992 | Japonská Formule 3000  | Mauro Martini          | Acom Evolution Team Nova                         | Lola T91/50 Lola T92/50 | Mugen MF308               | Bridgestone | Neudělovalo se                                   |
| 1993 | Japonská Formule 3000  | Kazujoši Hošino        | Nisseki Impul Racing Team                        | Lola T92/50             | Cosworth DFV              | Bridgestone | Neudělovalo se                                   |
| 1994 | Japonská Formule 3000  | Marco Apicella         | Dome                                             | Dome F104               | Mugen MF308               | Dunlop      | Neudělovalo se                                   |
| 1995 | Japonská Formule 3000  | Tošio Suzuki           | Hoshino Racing                                   | Lola T94/50             | Mugen MF308               | Bridgestone | Neudělovalo se                                   |
| 1996 | Formule Nippon         | Ralf Schumacher        | X-Japan Racing Team LeMans                       | Reynard 96D             | Mugen MF308               | Bridgestone | X-Japan Racing Team LeMans                       |
| 1997 | Formule Nippon         | Pedro de la Rosa       | Shionogi Team Nova                               | Lola T97/51             | Mugen MF308               | Bridgestone | Shionogi Team Nova                               |
| 1998 | Formule Nippon         | Satoši Motojama        | LEMONed Racing Team LeMans                       | Reynard 97D             | (Mugen MF308)             | Bridgestone | LEMONed Racing Team LeMans                       |
| 1999 | Formule Nippon         | Tom Coronel            | PIAA Nakajima Racing                             | Reynard 99L             | (Mugen MF308)             | Bridgestone | PIAA Nakajima Racing                             |
| 2000 | Formule Nippon         | Toranosuke Takagi      | PIAA Nakajima Racing                             | Reynard 2KL             | (Mugen MF308)             | Bridgestone | PIAA Nakajima Racing                             |
| 2001 | Formule Nippon         | Satoši Motojama        | Team Impul                                       | Reynard 99L             | (Mugen MF308)             | Bridgestone | Team 5Zigen                                      |
| 2002 | Formule Nippon         | Ralph Firman           | PIAA Nakajima Racing                             | Reynard 01L             | (Mugen MF308)             | Bridgestone | PIAA Nakajima Racing                             |
| 2003 | Formule Nippon         | Satoši Motojama        | Team Impul                                       | (Lola B3/51)            | (Mugen MF308)             | Bridgestone | Team Impul                                       |
| 2004 | Formule Nippon         | Richard Lyons          | DoCoMo Team Dandelion Racing                     | (Lola B3/51)            | (Mugen MF308)             | Bridgestone | Team Impul                                       |
| 2005 | Formule Nippon         | Satoši Motojama        | Mobilecast Team Impul arting Racing Team a Impul | (Lola B3/51)            | (Mugen MF308)             | Bridgestone | Mobilecast Team Impul arting Racing Team a Impul |
| 2006 | Formule Nippon         | Benoît Tréluyer        | Mobilecast Team Impul                            | (Lola B06/51 (FN06))    | Toyota RV8J               | Bridgestone | Mobilecast Team Impul                            |
| 2007 | Formule Nippon         | Cugio Macuda           | Mobilecast Team Impul                            | (Lola B06/51 (FN06))    | Toyota RV8J               | Bridgestone | Mobilecast Team Impul                            |
| 2008 | Formule Nippon         | Cugio Macuda           | Lawson Team Impul                                | (Lola B06/51 (FN06))    | Toyota RV8J               | Bridgestone | Lawson Team Impul                                |
| 2009 | Formule Nippon         | Loïc Duval             | Nakajima Racing                                  | (Swift 017.n (FN09))    | Honda HR09E               | Bridgestone | Nakajima Racing                                  |
| 2010 | Formule Nippon         | João Paulo de Oliveira | Mobil 1 Team Impul                               | (Swift 017.n (FN09))    | Toyota RV8K               | Bridgestone | Mobil 1 Team Impul                               |
| 2011 | Formule Nippon         | André Lotterer         | Petronas Team TOM'S                              | (Swift 017.n (FN09))    | Toyota RV8K               | Bridgestone | Petronas Team TOM'S                              |
| 2012 | Formule Nippon         | Kazuki Nakadžima       | Petronas Team TOM'S                              | (Swift 017.n (FN09))    | Toyota RV8K               | Bridgestone | DoCoMo Team Dandelion Racing                     |
| 2013 | Super Formule          | Naoki Jamamoto         | Team Mugen                                       | (Swift 017.n (SF13))    | Honda HR12E               | Bridgestone | Petronas Team TOM'S                              |
| 2014 | Super Formule          | Kazuki Nakadžima       | Petronas Team TOM'S                              | (Dallara SF14)          | Toyota RI4A               | Bridgestone | Petronas Team TOM'S                              |
| 2015 | Super Formule          | Hiroaki Išiura         | Cerumo Inging                                    | (Dallara SF14)          | Toyota RI4A               | Bridgestone | Petronas Team TOM'S                              |
| 2016 | Super Formule          | Júdži Kunimoto         | P.mu/cerumo・INGING                              | (Dallara SF14)          | Toyota RI4A               | Yokohama    | P.mu/cerumo・INGING                              |
| 2017 | Super Formule          | Hiroaki Išiura         | P.mu/cerumo・INGING                              | (Dallara SF14)          | Toyota RI4A               | Yokohama    | P.mu/cerumo・INGING                              |
| 2018 | Super Formule          | Naoki Jamamoto         | Team Mugen                                       | (Dallara SF14)          | Honda HR-417E             | Yokohama    | Kondō Racing                                     |
| 2019 | Super Formule          | Nick Cassidy           | Vantelin Team TOM'S                              | (Dallara SF19)          | Toyota Biz-01F            | Yokohama    | DoCoMo Team Dandelion Racing                     |